# Jacob M. Howard

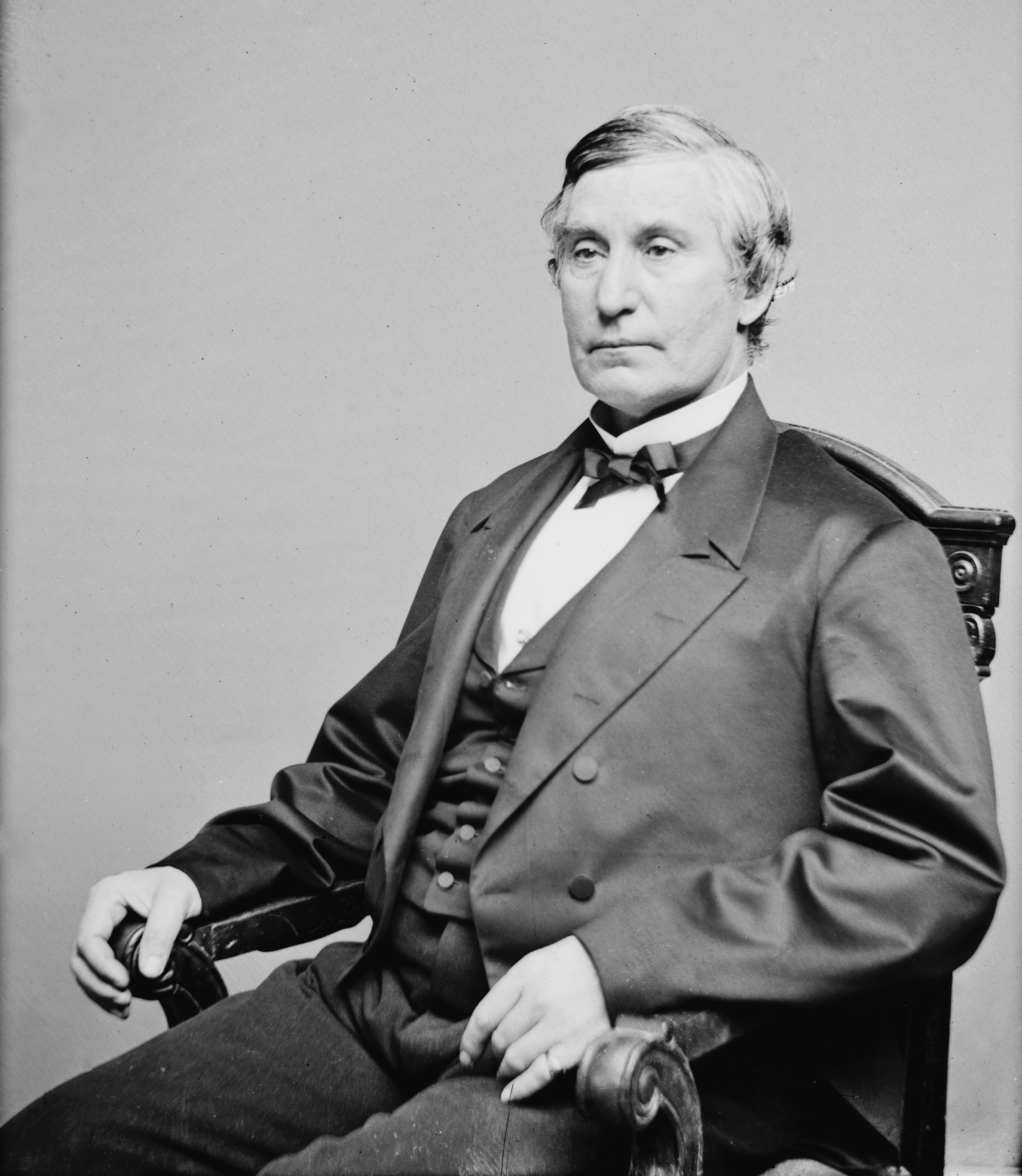
Jacob M. Howard (um 1865)

Jacob Merritt Howard (* 10. Juli 1805 in Shaftsbury, Bennington County, Vermont; † 2. April 1871 in Detroit, Michigan) war ein US-amerikanischer Politiker der Republikanischen Partei und sowohl Abgeordneter des Repräsentantenhauses als auch US-Senator für den Bundesstaat Michigan.

## Biografie
Nach dem Besuch von Bezirksschulen, der Academy of Bennington und der Academy of Brattleboro studierte er am Williams College in Williamstown. Nach Abschluss dieses Studiums 1830 studierte er die Rechtswissenschaften und wurde nach seinem Umzug nach Detroit 1832 im Jahr 1833 zum Rechtsanwalt im Staat Michigan zugelassen. Im Anschluss war er als Rechtsanwalt in Detroit tätig, ehe er 1834 zum Staatsanwalt (City Attorney) Detroits berufen wurde.
1838 begann er seine politische Laufbahn mit der Wahl in das Repräsentantenhaus von Michigan. Nach seiner Wahl zum Abgeordneten des US-Repräsentantenhauses gehörte er dem 27. US-Kongress vom 4. März 1841 bis zum 3. März 1843 an und vertrat dort die Interessen der Whig Party. Bei der Wahl 1842 verzichtete er jedoch eine erneute Kandidatur und war stattdessen wieder als Rechtsanwalt tätig. 1854 gehörte er zu den Mitorganisatoren der ersten republikanischen Parteiversammlung in Jackson. Anschließend war er zwischen 1855 und 1861 Justizminister (Attorney General) von Michigan.
Als Vertreter der Republikanischen Partei wurde er nach dem Tode von Kinsley S. Bingham am 5. Oktober 1861 zum US-Senator für Michigan gewählt, um ab dem 17. Januar 1862 dessen Amtszeit als Inhaber des zweiten Senatssitzes (Senator Class 2) zu vollenden. Nach seiner Wiederwahl gehörte er dem US-Senat bis zum 3. März 1871 an und verstarb knapp einen Monat später. 
Während seiner Amtszeit war er von 1863 bis 1871 Vorsitzender des Senatsausschusses für die Pazifischen Eisenbahnen (US Senate Committee on Pacific Railroads), der für die Eisenbahnlinien Union Pacific Railroad, Central Pacific Railroad, Missouri Pacific Railroad, Southern Pacific Transportation, Chicago, Rock Island and Pacific Railroad, Chicago, Milwaukee, St. Paul and Pacific Railroad, Northern Pacific Railway und Denver and Rio Grande Western Railroad zuständig war und durch den Bau der Eisenbahnlinien die Besiedlung der Vereinigten Staaten vorantrieb.